# بورصة هامبورغ
بورصة هامبورغ هي بورصة تأسست عام 1558 في مدينة هامبورغ الهانزية. تعتبر أقدم بورصة في ألمانيا. توجد أربعة أسواق فردية مختلفة تحت مظلة الشركة: بورصة التأمين، وتبادل الحبوب، وتبادل القهوة، إلى جانب البورصة العامة.